# Кунградский район
Кунградский район (каракалп. Qońırat rayonı / Қоңырат районы, узб. Qo‘ng‘irot tumani / Қўнғирот тумани) — административная единица в Республике Каракалпакстан (Узбекистан). Административный центр — город Кунград. Самое западное и северное муниципальное образование Узбекистана.

## История
Кунградский район был образован в 1927 году. 5 февраля 1960 года к Кунградскому району была присоединена часть территории упразднённого Шуманайского района. В 1963 году район был упразднён, а 22 февраля 1964 года восстановлен.
Кунградский район является самой крупной территориальной единицей второго уровня в Узбекистане. Площадь района больше, чем Бухарской области, которая является третьей по площади территориальной единицей первого уровня в Узбекистане.

## География
Кунградский район ограничен на западе плато Устюрт, на востоке — рекой Амударья, с севера — старой береговой линией исчезающего Аральского моря, а с юга — границей Республики и Хорезмской области. Его территория составляет почти половину площади Каракалпакии и 12% площади Узбекистана.

## Административно-территориальное деление
По состоянию на 1 января 2011 года в состав района входят:
- Город районного подчинения Кунград.
- 6 городских посёлков:

1. Акшолак,
2. Алтынкуль,
3. Елабад,
4. Жаслык,
5. Каракалпакия,
6. Кубла-Устюрт.

- 10 сельских сходов граждан:

1. Адебият,
2. имени Ажинияза,
3. Кунград,
4. Кыпшак,
5. Наурыз,
6. Орнек,
7. Раушан,
8. Сууенли,
9. Устюрт,
10. Хорезм.

## Экономика
В Кунградском районе расположены Устюртский газохимический комплекс и Кунградский содовый завод.

## Экология
Кунградский район, как и весь Каракалпакстан, является зоной экологического бедствия в связи с усыханием Аральского моря.